# Керр, Сэм
Саманта Мэй (Сэм) Керр (англ. Samantha May «Sam» Kerr; род. 10 сентября 1993, Ист-Фримантл, Западная Австралия) — австралийская футболистка, нападающая английского клуба «Челси». Игрок сборной Австралии с 2009 года (капитан с 2019), её ведущий бомбардир, обладательница (2010) и двукратный призёр Кубка Азии.
Неоднократный лучший бомбардир и MVP чемпионата Австралии, Национальной женской футбольной лиги (NWSL, США) и Женской суперлиги Футбольной ассоциации (WSL, Англия), футболистка года в Австралии и WSL и MVP NWSL, чемпионка Австралии (с клубом «Сидней», 2012/2013), четырёхкратная чемпионка WSL и трёхкратная обладательница Кубка Англии (с клубом «Челси»). Входила в первую тройку на голосованиях по кандидаткам на женский «Золотой мяч» и звание лучшей футболистки ФИФА, удостоена медали ордена Австралии (2022).

## Семья и личная жизнь
Саманта Керр родилась в 1993 году в семье Роджера и Роксанны Керр, став в ней четвёртым и последним ребёнком. Её отец и старший брат Дэниел профессионально занимались австралийским футболом. Её отец — уроженец Калькутты, и Керр рассказывала в интервью, что гордится своими индийскими корнями.
Керр рано объявила о своей гомосексуальности. Во время пандемии COVID-19 она начала встречаться с полузащитницей сборной США Кристи Мьюис. Их близость привлекла внимание прессы в 2021 году в ходе Олимпийского турнира в Токио: после матча за бронзовые медали между командами Мьюис и Керр в СМИ появились фотографии американки, утешающей соперницу. После этого спортсменки подтвердили информацию о романтической связи на своих страницах в Instagram. В сентябре 2023 года в проморолике Мьюис болельщики разглядели на пальце американской футболистки кольцо с большим камнем. Это стало поводом к предположениям в соцсетях и на новостных сайтах о том, что Мьюис и Керр обручились. В ноябре в интервью журналу People футболистки подтвердили, что обручены. В ноябре 2024 года было объявлено, что Мьюис беременна и в следующем году ждёт ребёнка, а в мае 2025 года спортсменки сообщили о рождении сына, которого назвали Джаггером (англ. Jagger).
В начале 2023 года против Керр в Великобритании было открыто уголовное дело по обвинению в беспокоящих действиях против полицейского, отягощённых расизмом. Это произошло после того, как футболистку, возвращавшуюся с подругами с вечеринки, стошнило в такси и она оскорбила вызванного на место события белого полицейского. Суд, первоначально назначенный на май 2024 года, был затем перенесён на февраль 2025 года. В итоге присяжные оправдали футболистку, которая после заключительного заседания извинилась за «неудачные выражения».

## Клубная карьера

### Чемпионат Австралии

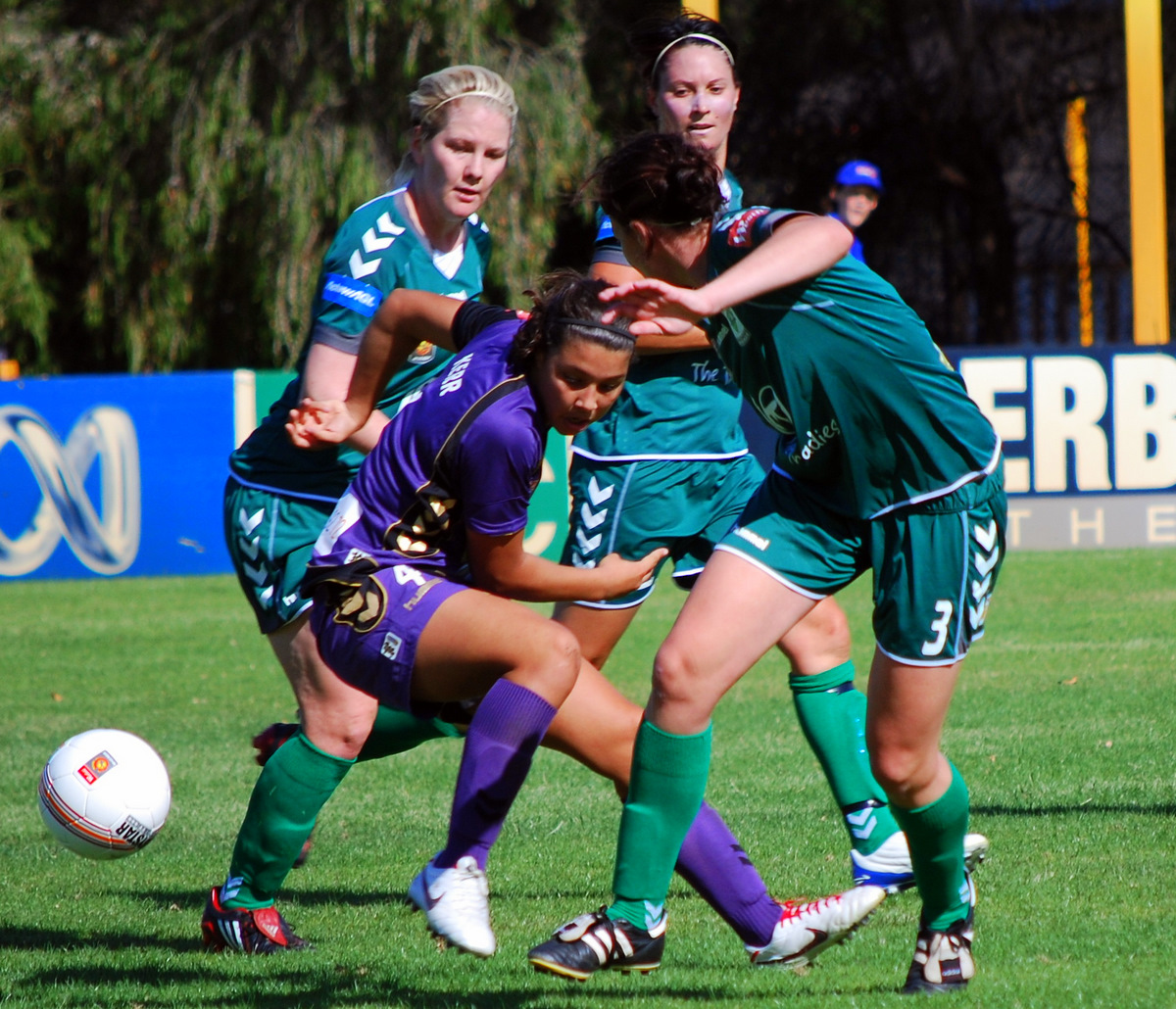
В форме «Перта» в окружении трёх соперниц, ноябрь 2010

Как отец и старший брат, Сэм в детстве играла в австралийский футбол. Она играла в одной команде с мальчиками до 12 лет — максимальный возраст, до которого разрешено одновременное участие девочек и мальчиков в играх. После этого родные уговорили Сэм попробовать силы в футболе по европейским правилам, и на протяжении трёх лет она играла в молодёжной команде «Уэстерн Найтс». В первый сезон в новом для себя виде спорта, по собственным воспоминаниям, Сэм плохо понимала, что происходит на поле и, в частности, не могла понять смысл офсайдов. Тем не менее в дальнейшем её игра улучшилась настолько, что спустя полтора месяца после своего 15-летия Керр провела первый матч в чемпионате Австралии, где представляла клуб «Перт Глори». Она оставалась самой молодой футболисткой в истории высшего женского дивизиона Австралии до 2023 года, когда её рекорд побила Талия Юнис, вышедшая на поле в составе команды A-лиги за несколько дней до 15-летия.
В 2012 году перешла из «Перта» в «Сидней» и в сезоне 2012/2013 стала чемпионкой Австралии. В финальном матче против «Мельбурн Виктори» при счёте 1:1 Керр забила решающий гол (окончательный счёт игры 3:1 в пользу «Сиднея»). Она была признана футболисткой года в Австралии в сезоне 2012/2013 по итогам голосования в Ассоциации профессиональных футболистов.
В 2014 году Керр вернулась в «Перт» и по ходу осеннего сезона 2014 отметилась хет-триком в ворота предыдущего клуба в игре, завершившейся со счётом 5:0 в пользу «Глори». В дальнейшем трижды выходила с этим клубом в финалы плей-офф чемпионата — в сезонах 2014, 2016/2017 и 2018/2019, каждый раз, однако, уступая золотые медали. В промежутке между этими успехами, в сезоне 2015/2016, нападающая получила разрыв связки на левой ноге уже в середине ноября и пропустила весь остаток сезона. В 2017 и 2018 годах Керр присуждалась медаль Джули Долан — награда лучшему игроку высшего женского дивизиона в австралийском чемпионате; она стала первой футболисткой за всё время существования этой награды (с 1997 года), удостоившейся её два года подряд. В сезоне 2017/2018 Керр также стала лучшим бомбардиром чемпионата, после чего «Перт» подписал с ней специальный годичный контракт на сумму 400 тысяч долларов, чтобы гарантировать, что она не уедет играть в Европу, где ей предлагали от 200 до 300 тысяч. Разницу в зарплате покрывала Федерация футбола Австралии, как ранее это было сделано для нескольких футболистов-мужчин (Дуайт Йорк, Алессандро дель Пьеро, Тим Кэхилл). В результате Керр стала лучшим бомбардиром австралийского чемпионата второй раз подряд.
К концу сезона 2018/2019 на счету Керр в австралийской лиге было 70 мячей — рекорд турнира, в марте 2021 года побитый Мишель Хейман. Ассоциация профессиональных футболистов признавала её футболисткой года трижды подряд в последние сезоны выступлений в местном чемпионате (2017, 2018, 2019); в пятый раз она была удостоена этого звания в 2022 году, уже играя в английской Женской суперлиге Футбольной ассоциации.

### Национальная женская футбольная лига
С момента образования в США в 2013 году профессиональной Национальной женской футбольной лиги (NWSL) Керр 6 лет совмещала выступления в Австралии и Соединённых Штатах, пользуясь тем, что периоды проведения двух чемпионатов не пересекаются. Её первым клубом в NWSL стал «Уэстерн Нью-Йорк Флэш», в составе которого австралийка уже в свой первый год была одним из ведущих бомбардиров наряду с Эбби Уомбак и Карли Ллойд, выиграла регулярный сезон, но в матче за чемпионское звание уступила команде «Портленд Торнс».
Перед сезоном 2015 года австралийскую нападающую приобрёл клуб «Скай Блю» в обмен на полузащитницу Элизабет Эдди и четвёртый пик в драфте. С новой командой ей три года подряд не удавалось выйти в плей-офф, но в 2017 году Керр была признана самым ценным игроком лиги, забив за регулярный сезон 17 голов (новый рекорд NWSL). В июле этого года она сделала хет-трик в домашнем матче «Скай Блю» с «Канзас-Сити», в котором её команда одержала победу со счётом 3:2. Третий гол Керр в этой игре стал её 34-м с начала выступлений в NWSL и вывел её на первое место в списке лучших бомбардиров за всю историю лиги. Позже в том же сезоне австралийка стала первым игроком в истории NWSL, забившим четыре мяча за один матч — это произошло 19 августа в игре против «Сиэтл Рейн», которую команда Керр выиграла со счётом 5:4.
После этого в рамках трёхсторонней сделки австралийку отправили в «Чикаго Ред Старз» (по условиям сделки при этом «Скай Блю» получил Карли Ллойд, а третья сторона, «Хьюстон Дэш», — Кристен Пресс). В «Чикаго» Керр ещё дважды подряд завоёвывала «Золотую бутсу» NWSL, став первой в истории лиги футболисткой, которой удалось это сделать больше одного раза. При этом достижение 2018 года она установила несмотря на то, что пропустила первые пять игр из-за обязательств перед сборной Австралии. В 2019 году она побила с 18 голами за регулярный сезон собственный рекорд и во второй раз за карьеру в NWSL стала самым ценным игроком чемпионата, что тоже произошло впервые в истории лиги. В отличие от «Скай Блю», «Красные звёзды» оба сезона с участием Керр играли в плей-офф, первый раз оступившись в полуфинале, а во второй — дойдя до финала после победы над «Портлендом» со счётом 1:0 (единственный гол забила сама австралийка). Однако им не удалось и на этот раз завоевать титул — финал окончился со счётом 4:0 в пользу соперниц, «Норт Каролина Кураж».
Как и в чемпионате Австралии, в NWSL по завершении сезона 2019 Керр владела рекордом лиги по количеству забитых голов (77). К этому моменту она также была сообладательницей рекорда по результативным передачам (24).

### Чемпионат Англии
В ноябре 2019 года Керр подписала контракт сроком на 2,5 года с клубом «Челси» из английской Женской суперлиги Футбольной ассоциации (WSL). Сумма контракта составляла более чем 600 тысяч долларов за сезон. С новой командой австралийская нападающая уже в феврале завоевала Кубок лиги (в это время известный как Continental Cup по названию спонсора). После этого в составе «Челси» она стала чемпионкой Женской суперлиги.
В сезоне 2020/2021 Керр завоевала с «Челси» второй подряд чемпионский титул и в свой первый полный сезон в WSL стала лучшим бомбардиром и этой лиги с 21 голом в 22 матчах. Кроме того, в 2021 году Керр во второй раз подряд стала с «Челси» обладательницей Кубка лиги, первой в истории сделав хет-трик в финальном матче этого турнира. Позже, уже в декабре, «Челси» завоевал и третий в серии важнейших трофеев английского женского футбола — Кубок Англии. В финальном матче против «Арсенала», окончившемся со счётом 3:0, австралийка забила два из трёх голов своей команды. В сезоне 2020/2021 «Челси» с Керр добился также успеха на международной арене — клуб дошёл до финала Лиги чемпионов, уступив там со счётом 0:4 «Барселоне». В ноябре 2021 года Керр, помимо успехов с «Челси» отметившаяся также выходом в полуфинал Олимпийского футбольного турнира, поделила третье место в голосовании по кандидаткам на женский «Золотой мяч», пропустив вперёд двух представительниц «Барселоны» — Алексию Путельяс и Дженнифер Эрмосо. Австралийка была в числе кандидатов ежегодно с момента появления награды в 2018 году, но до этого так высоко в списке претенденток не поднималась. В январе 2022 года нападающая «Челси» заняла второе место в голосовании по кандидаткам на звание лучшей футболистки ФИФА по итогам 2021 года, уступив только Путельяс.

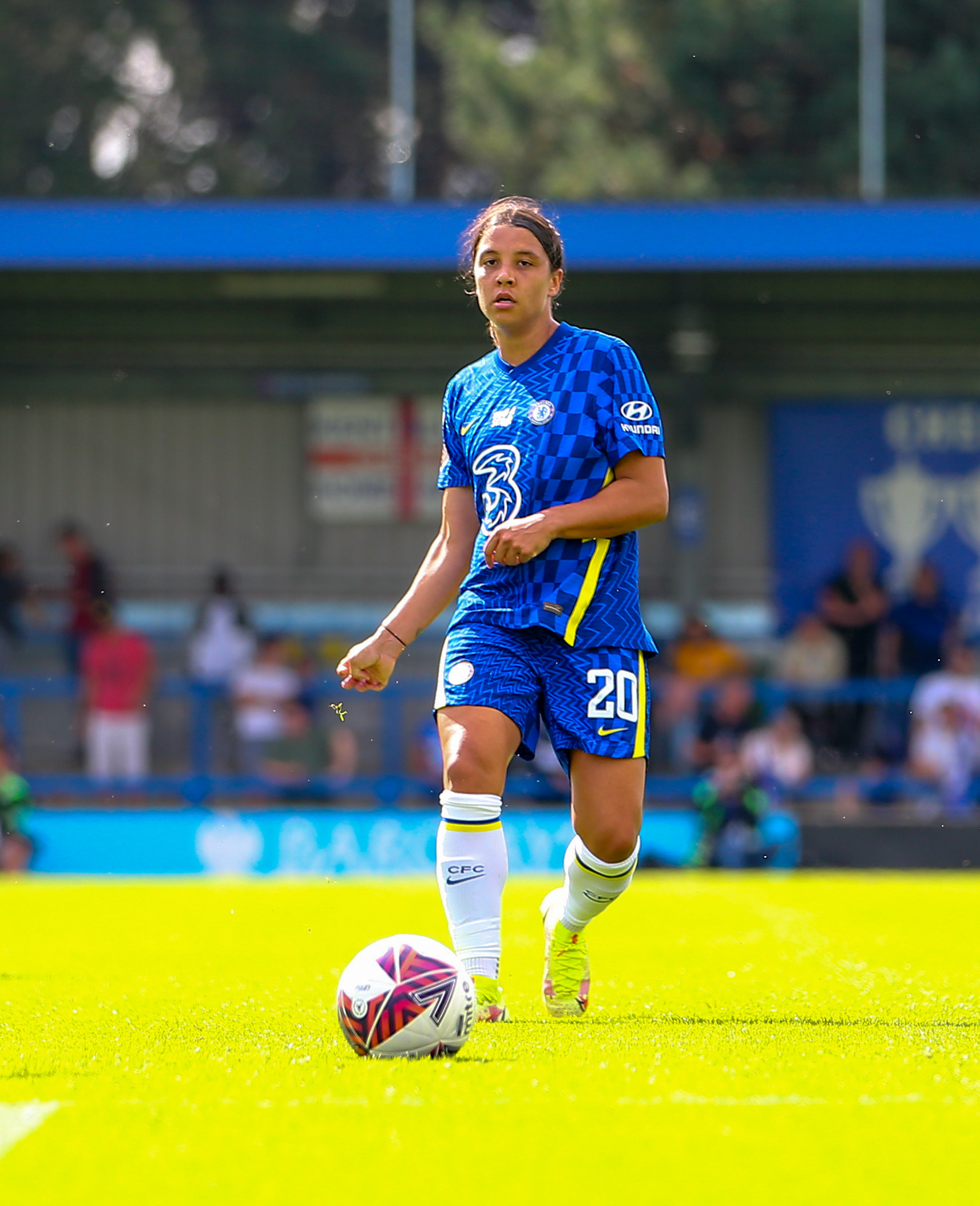
Матч против «Эвертона», сентябрь 2021

Осенью 2021 года контракт с «Челси» был продлён до 2024 года, время его истечения было приурочено к началу футбольного турнира Олимпийских игр в Париже. За сезон 2021/2022 Керр провела в ворота соперниц 20 мячей, в том числе 2 в последнем туре, и в очередной раз стала чемпионкой WSL и лучшим бомбардиром лиги. Английская Ассоциация футбольных журналистов также признала австралийскую нападающую футболисткой года — Керр получила 40 % от общего числа голосов членов ассоциации. Через неделю после победы в чемпионате Керр с «Челси» завоевала Кубок Англии, забив победный гол в ворота «Манчестер Сити» в овертайме. В октябре 2022 года она второй год подряд заняла третье место в голосовании по кандидаткам на «Золотой мяч». Награду, как и в прошлый раз, получила Путельяс, а на втором месте оказалась англичанка Бет Мид — лучший бомбардир прошедшего летом чемпионата Европы.
В сезоне 2022/2023 две других ведущих спорсменки «Челси» — Пернилле Хардер и Фрэн Керби — получили травмы, что увеличило нагрузку на Керр в каждом матче. В результате её собственная результативность несколько снизилась (за 38 матчей во всех турнирах клуба австралийка забила 29 голов), но она часто забивала самые важные голы команды. В апреле она стала девятой футболисткой в истории WSL и первым неевропейским легионером в её клубах, отметившимся 50 голами в матчах лиги. По итогам сезона «Челси» в третий раз подряд завоевал Кубок Англии, причём, как и за год до этого, победу клубу в финальном матче принёс гол, забитый Керр — теперь в ворота «Манчестер Юнайтед». Команда также в четвёртый раз подряд победила в чемпионате Женской суперлиги. Ассоциация футбольных журналистов во второй раз подряд признала Керр футболисткой года. В голосовании она намного опередила лучшего бомбардира сезона в WSL Рейчел Дейли. Керр стала первой, кого Ассоциация футбольных журналистов признала футболисткой года дважды подряд. Она также в очередной раз стала одной из главных претенденток на «Золотой мяч», но снова осталась без награды, заняв в голосовании второе место после испанки Айтаны Бонмати.
В январе 2024 года во время тренировочных сборов в Марокко нападающая порвала переднюю крестообразную связку, что привело к преждевременному завершению ею клубного сезона 2023/2024 и поставило под сомнение участие в Олимпийских играх в Париже. Однако позже в том же месяце было объявлено, что Керр продолжит выступления за «Челси» и в следующем году, после истечения действующего контракта. В июне 2025 года стало известно, что футболистке пришлось перенести ещё одну операцию, причина которой не разглашалась, но которая, предположительно, не была связана с предыдущей травмой.

## Выступления за сборную

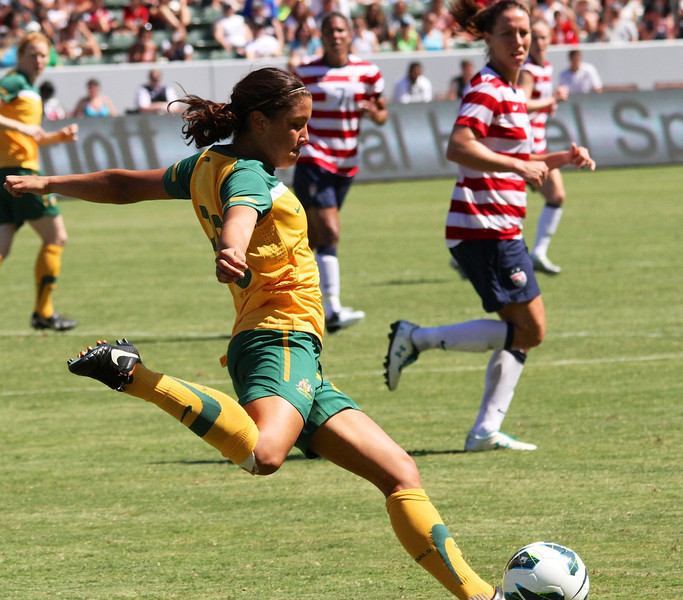
Товарищеский матч со сборной США, сентябрь 2012

Свой первый матч в составе сборной Австралии Керр провела в феврале 2009 года, через несколько месяцев после начала выступлений в «Перт Глори». Это произошло в товарищеской игре со сборной Италии, где Керр выпустили на замену. В марте следующего года в товарищеском матче со сборной КНДР она впервые вышла на поле в стартовом составе сборной, а затем приняла с ней участие в Кубке Азии в Китае. Там в матче группового этапа против сборной Южной Кореи молодая нападающая забила свой первый гол за сборную. Спустя несколько дней она помогла своей команде впервые в её истории выиграть Кубок Азии: Керр забила единственный гол с игры за австралийскую команду в финале против сборной КНДР, после чего её сокомандницы довели матч до победы в серии пенальти.
В первые несколько лет выступлений за сборную результативность Керр оставалась невысокой. Однако на Олимпийских играх 2016 года она забила первый гол своей команды в ничейном матче против будущих чемпионок — сборной Германии. В следующем году Керр помогла австралийкам выиграть пригласительный Турнир наций в США, трижды поразив ворота сборной Японии и один раз — сборной Бразилии.
В феврале 2019 года новый тренер сборной Австралии Анте Миличич сделал Керр её капитаном. На чемпионате мира в том же году она забила пять голов, из них четыре — в матче со сборной Ямайки, завершившемся победой австралийской команды с общим счётом 4:1. В плей-офф, однако, команда Керр сразу же проиграла норвежкам. Керр стала первой представительницей Австралии (среди мужчин и женщин), забившей три или больше мячей в одном матче чемпионата мира. В ходе Олимпийских игр в Токио нападающая забила свой 48-й гол за 99 матчей в составе женской сборной Австралии, побив рекорд, принадлежавший Лайзе де Ванне. Всего за этот турнир она провела шесть голов: один в ворота сборной Новой Зеландии и два в ворота сборной Швеции в группе, ещё два (в основное и дополнительное время) в ворота сборной Великобритании в четвертьфинале и последний — в матче за третье место против команды США. Ещё один мяч, забитый Керр в полуфинале против шведок, не был засчитан судьёй. Австралийская команда под руководством Керр заняла в итоге 4-е место, самое высокое за свою историю.
В начале 2022 года, на очередном Кубке Азии, Керр забила пять мячей в ворота сборной Индонезии в матче, завершившемся со счётом 18:0 в пользу австралиек. Это позволило ей стать лучшим бомбардиром в истории сборных Австралии вне зависимости от пола, побив рекорд Тима Кэхилла (50 голов). Хотя австралийки рано выбыли из соревнования, проиграв уже в четвертьфинале, Керр успела добавить по одному голу в ворота сборных Филиппин и Таиланда и стать в итоге с семью мячами лучшим бомбардиром турнира. Суммарное количество голов за сборную она при этом довела до 56.
Австралия принимала чемпионат мира 2023 вместе с Новой Зеландией. Капитан сборной не приняла участия ни в одном из матчей группового этапа из-за полученного на тренировке накануне нача́ла турнира растяжения икроножной мышцы. Она вернулась на скамейку запасных в последнем матче в группе против Олимпийских чемпионок из Канады, но её помощь не потребовалась, так как хозяйки турнира уже к перерыву вели 2:0, а в итоге победили со вдвое большей разницей. В первой игре плей-офф со сборной Дании Керр вышла на поле на 78-й минуте, также при счёте 2:0 в пользу австралиек, а в четвертьфинале против француженок отыграла последние 65 минут основного и дополнительного времени. Тренер австралиек назвал её ответственной за перелом в игре, однако в голы это преимущество не воплотилось, и матч закончился нулевой ничьей. В серии послематчевых пенальти Керр реализовала свой удар и помогла команде выйти в полуфинал. Там в игре против сборной Англии она впервые за турнир вышла на поле в стартовом составе, сравняв счёт после индивидуального прорыва в середине второго тайма, завершившегося ударом по воротам с более чем 20 метров. Однако гостьи вскоре снова вышли вперёд, и в концовке игры Керр, явно выглядевшая усталой, не реализовала несколько выгодных моментов, в том числе промахнувшись по открытым воротам с трёхметровой дистанции после розыгрыша углового. Австралийки не сумели пробиться в финал и в матче за бронзовые медали уступили сборной Швеции.
Полученная в январе 2024 года травма коленного сустава не позволила Керр принять участие в Олимпийских играх 2024 года в Париже

## Стиль игры
В интернет-издании The Coaches' Voice журналист Тони Ходсон пишет, что Керр наиболее эффективна на острие атаки, как в центре, так и уходя далеко на левый фланг. Выступая за «Челси», она или играет на самой передней позиции, или делит её с ещё одной нападающей. Австралийку отличают высокий темп игры и способность быстро менять скорость и направление движения, она создаёт возможности атаки для себя и коллег по команде, смело вступая в единоборство за мяч с соперницами и заставляя их нарушать правила. Физическая сила нападающей позволяет ей как прикрывать мяч от защитниц, так и наносить мощные удары, «пробивая насквозь». Самый высокий процент забитых голов приходится на зону между площадью ворот и 11-метровой отметкой. Керр — не только лидер атак, но и умелый диспетчер, она отдаёт точные пасы в узкие разрывы между игроками противника, а также способна оттягиваться назад, чтобы прервать атаку соперниц.
Керр старается вклиниваться между защитницами, создавая дополнительное пространство для дальних прострелов, и умело «выпадает» из их поля зрения к моменту рывка или перепасовки в одно касание. Она обладает хорошим видением поля, постоянно держа в поле зрения партнёрш по команде и быстро реагируя на их действия. Керр любит уходить далеко на фланг, выманивая на себя защитниц и тем самым растягивая оборону противника. При подаче угловых она умело задерживается, стряхивая опеку, и способна сыграть головой по мячу, летящему на нужной высоте.
Наиболее важные забитые голы Керр празднует, выполняя кувырок назад. Этот трюк она продемонстрировала впервые после гола, забитого в ворота сборной Северной Кореи в 2010 году и с тех пор отшлифовала и усовершенствовала его.

## За пределами поля
Компания SportsPro, занимающаяся исследованиями спортивной индустрии, в 2022 году поставила Сэм Керр на 9-е место в своём списке спортсменов с наибольшим рекламным потенциалом. Помимо контрактов с профессиональными футбольными клубами (наиболее поздний, с «Челси», приносит Керр более 400 тысяч фунтов стерлингов в год), у австралийской нападающей заключён 13-летний спонсорский контракт с фирмой Nike. Другими спонсорами Керр являются финансовая корпорация Mastercard и производитель компьютерных игр EA Sports, выпускающий, помимо прочего, серию игр FIFA. Керр стала первой женщиной-футболисткой, чей портрет появился на обложке глобального издания игры из серии FIFA. Она также участвовала в больших рекламных кампаниях Nike, таких как «Мечтай безумнее» (англ. Dream Crazier), где делила экранное время с Сереной Уильямс и Меган Рапино, и ориентированная на молодёжную аудиторию «Мечтай дальше» (англ. Dream Further). Накануне чемпионата мира 2023 года Nike выпустила минутный рекламный ролик на кавер-версию песни Фила Коллинза «In the Air Tonight», в котором Керр выполняет свой «фирменный» кувырок назад после забитого гола. Она также выступала в качестве посла бренда Powerade и снималась в рекламе дезодоранта Degree.
Суммарный доход Керр за 2022 год оценивался в 3,3 млн австралийских долларов, что почти втрое превышало доход второй из самых высокооплачиваемых австралийских футболисток Элли Карпентер (1,2 млн долларов; остальные игроки австралийской сборной зарабатывали в год от 100 до 400 тысяч долларов).
Помимо рекламы, Керр участвует в социальных кампаниях, в том числе за равную оплату труда женщин-спортсменок. Её привлекали также к сбору средств на борьбу с мотонейронной болезнью.

## Награды и звания
Командные
- Обладательница Кубка Азии (2010);
  - Двукратный серебряный призёр Кубка Азии (2014, 2018);
- Чемпионка Австралии (2012/2013);
  - Трёхкратная финалистка плей-офф чемпионата Австралии (2014, 2016/2017, 2018/2019);
- Четырёхкратная чемпионка Женской суперлиги Футбольной ассоциации (2019/2020, 2020/2021, 2021/2022, 2022/2023);
- Трёхкратная обладательница женского Кубка Англии (2020/2021, 2021/2022, 2022/2023);
- Двукратная обладательница Кубка женской лиги Англии (2019/2020, 2020/2021);
- Двукратная финалистка плей-офф Национальной женской футбольной лиги (2013, 2019);
- Финалистка Лиги чемпионов УЕФА (2020/2021).

Индивидуальные
- Двукратный лучший бомбардир чемпионатов Австралии (2017/2018, 2018/2019);
- Многократно избиралась футболисткой года в Австралии по итогам голосования в Ассоциации профессиональных футболистов Австралии[77];
- Трёхкратный лучший бомбардир Национальной женской футбольной лиги (2017—2019);
- Двукратный MVP Национальной женской футбольной лиги (2017, 2019);
- Футболистка года Азиатской конфедерации футбола (2017)[58];
- «Молодой австралиец года» (2018);
- Двукратный лучший бомбардир Женской суперлиги Футбольной ассоциации (2020/2021, 2021/2022);
- Двукратная футболистка года в Англии (2021/2022, 2022|2023);
- Медаль ордена Австралии (2022)[61];
- Изображение Керр присутствует на обложке компьютерной игры FIFA 23[4][78].

## Статистика выступлений

### Клубная статистика
| Выступление           | Выступление      | Выступление      | Чемпионат | Чемпионат | Кубок | Кубок | Кубок лиги | Кубок лиги | Прочее | Прочее | Итого | Итого |
| Клуб                  | Лига             | Сезон            | Игры      | Голы      | Игры  | Голы  | Игры       | Голы       | Игры   | Голы   | Игры  | Голы  |
| --------------------- | ---------------- | ---------------- | --------- | --------- | ----- | ----- | ---------- | ---------- | ------ | ------ | ----- | ----- |
| Перт Глори            | А-Лига           | 2008/09          | 7         | 1         | —     | —     | —          | —          | —      | —      | 7     | 1     |
| Перт Глори            | А-Лига           | 2009/10          | 5         | 1         | —     | —     | —          | —          | —      | —      | 5     | 1     |
| Перт Глори            | А-Лига           | 2010/11          | 10        | 2         | —     | —     | —          | —          | —      | —      | 10    | 2     |
| Перт Глори            | А-Лига           | 2014             | 10        | 11        | —     | —     | —          | —          | —      | —      | 10    | 11    |
| Перт Глори            | А-Лига           | 2015/16          | 4         | 1         | —     | —     | —          | —          | —      | —      | 4     | 1     |
| Перт Глори            | А-Лига           | 2016/17          | 13        | 10        | —     | —     | —          | —          | —      | —      | 13    | 10    |
| Перт Глори            | А-Лига           | 2017/18          | 9         | 13        | —     | —     | —          | —          | —      | —      | 9     | 13    |
| Перт Глори            | А-Лига           | 2018/19          | 13        | 17        | —     | —     | —          | —          | —      | —      | 13    | 17    |
| Перт Глори            | Итого            | Итого            | 71        | 56        | —     | —     | —          | —          | —      | —      | 71    | 56    |
| Сидней                | А-Лига           | 2012/13          | 12        | 9         | —     | —     | —          | —          | —      | —      | 12    | 9     |
| Сидней                | А-Лига           | 2013/14          | 12        | 4         | —     | —     | —          | —          | —      | —      | 12    | 4     |
| Сидней                | Итого            | Итого            | 24        | 13        | —     | —     | —          | —          | —      | —      | 24    | 13    |
| Уэстерн Нью-Йорк Флэш | NWSL             | 2013             | 21        | 6         | —     | —     | —          | —          | —      | —      | 21    | 6     |
| Уэстерн Нью-Йорк Флэш | NWSL             | 2014             | 20        | 9         | —     | —     | —          | —          | —      | —      | 20    | 9     |
| Уэстерн Нью-Йорк Флэш | Итого            | Итого            | 41        | 15        | —     | —     | —          | —          | —      | —      | 41    | 15    |
| Скай Блю              | NWSL             | 2015             | 9         | 5         | —     | —     | —          | —          | —      | —      | 9     | 5     |
| Скай Блю              | NWSL             | 2016             | 9         | 5         | —     | —     | —          | —          | —      | —      | 9     | 5     |
| Скай Блю              | NWSL             | 2017             | 22        | 17        | —     | —     | —          | —          | —      | —      | 22    | 17    |
| Скай Блю              | Итого            | Итого            | 40        | 27        | —     | —     | —          | —          | —      | —      | 40    | 27    |
| Чикаго Ред Старз      | NWSL             | 2018             | 19        | 14        | —     | —     | —          | —          | —      | —      | 19    | 14    |
| Чикаго Ред Старз      | NWSL             | 2019             | 23        | 19        | —     | —     | —          | —          | 1      | 1      | 24    | 20    |
| Чикаго Ред Старз      | Итого            | Итого            | 43        | 35        | —     | —     | —          | —          | 1      | 1      | 44    | 36    |
| Челси                 | WSL              | 2019/20          | 4         | 1         | 2     | 0     | 2          | 0          | —      | —      | 8     | 1     |
| Челси                 | WSL              | 2020/21          | 22        | 21        | 4     | 4     | 4          | 3          | 8      | 3      | 38    | 31    |
| Челси                 | WSL              | 2021/22          | 20        | 20        | 3     | 4     | 2          | 1          | 8      | 5      | 33    | 30    |
| Челси                 | WSL              | 2022/23          | 21        | 12        | 4     | 6     | 3          | 7          | 10     | 5      | 38    | 30    |
| Челси                 | WSL              | 2023/24          | 8         | 4         | —     | —     | —          | —          | 4      | 5      | 12    | 9     |
| Челси                 | Итого            | Итого            | 75        | 58        | 13    | 14    | 11         | 11         | 30     | 18     | 129   | 101   |
| Всего за карьеру      | Всего за карьеру | Всего за карьеру | 293       | 204       | 13    | 14    | 16         | 11         | 31     | 19     | 353   | 248   |

### Статистика выступлений за сборную
| Год   | Олимпийские игры | Олимпийские игры | Чемпионат мира | Чемпионат мира | Кубок Азии | Кубок Азии | Другие турниры | Другие турниры | Всего | Всего |
| Год   | Игры             | Голы             | Игры           | Голы           | Игры       | Голы       | Игры           | Голы           | Игры  | Голы  |
| ----- | ---------------- | ---------------- | -------------- | -------------- | ---------- | ---------- | -------------- | -------------- | ----- | ----- |
| 2009  | —                | —                | —              | —              | —          | —          | —              | —              | 1     | 0     |
| 2010  | —                | —                | —              | —              | 5          | 2          | 1              | 0              | 10    | 4     |
| 2011  | —                | —                | 3              | 0              | —          | —          | —              | —              | 7     | 0     |
| 2012  | —                | —                | —              | —              | —          | —          | 3              | 0              | 4     | 0     |
| 2013  | —                | —                | —              | —              | —          | —          | —              | —              | 5     | 0     |
| 2014  | —                | —                | —              | —              | 5          | 0          | 3              | 2              | 8     | 2     |
| 2015  | —                | —                | 5              | 0              | —          | —          | 1              | 0              | 8     | 2     |
| 2016  | 3                | 1                | —              | —              | —          | —          | —              | —              | 3     | 1     |
| 2017  | —                | —                | —              | —              | —          | —          | 7              | 4              | 11    | 11    |
| 2018  | —                | —                | —              | —              | 5          | 3          | 7              | 4              | 15    | 8     |
| 2019  | —                | —                | 4              | 5              | —          | —          | 3              | 3              | 11    | 11    |
| 2020  | —                | —                | —              | —              | —          | —          | 5              | 4              | 5     | 4     |
| 2021  | 6                | 6                | —              | —              | —          | —          | —              | —              | 16    | 8     |
| 2022  | —                | —                | —              | —              | 4          | 7          | —              | —              | 12    | 12    |
| 2023  | —                | —                | 4              | 1              | —          | —          | 3              | 1              | 9     | 3     |
| Итого | 9                | 7                | 16             | 6              | 19         | 12         | 33             | 18             | 125   | 66    |

Примечания
1. ↑  Отборочные и пригласительные турниры
2. ↑  Включая товарищеские матчи

### Список матчей и голов за сборную Австралии
| Матчи и голы Сэм Керр за национальную сборную Австралии | Матчи и голы Сэм Керр за национальную сборную Австралии | Матчи и голы Сэм Керр за национальную сборную Австралии | Матчи и голы Сэм Керр за национальную сборную Австралии | Матчи и голы Сэм Керр за национальную сборную Австралии | Матчи и голы Сэм Керр за национальную сборную Австралии | Матчи и голы Сэм Керр за национальную сборную Австралии | Матчи и голы Сэм Керр за национальную сборную Австралии |
| №                                                       | Дата                                                    | Место проведения                                        | Соперник                                                | Счёт                                                    | Голы Керр                                               | Карточки                                                | Соревнование                                            |
| ------------------------------------------------------- | ------------------------------------------------------- | ------------------------------------------------------- | ------------------------------------------------------- | ------------------------------------------------------- | ------------------------------------------------------- | ------------------------------------------------------- | ------------------------------------------------------- |
| 2009                                                    |                                                         |                                                         |                                                         |                                                         |                                                         |                                                         |                                                         |
| 1                                                       | 7 февраля 2009                                          | Канберра, Австралия                                     | Италия                                                  | 1:5                                                     | —                                                       | —                                                       |                                                         |
| 2010                                                    |                                                         |                                                         |                                                         |                                                         |                                                         |                                                         |                                                         |
| 2                                                       | 17 февраля 2010                                         | Олбани, Новая Зеландия                                  | Новая Зеландия                                          | 3:0                                                     | —                                                       | —                                                       |                                                         |
| 3                                                       | 20 февраля 2010                                         | Веллингтон, Новая Зеландия                              | Новая Зеландия                                          | 3:0                                                     | —                                                       | —                                                       |                                                         |
| 4                                                       | 3 марта 2010                                            | Ньюмаркет, Квинсленд, Австралия                         | КНДР                                                    | 2:2                                                     | 19′                                                     | —                                                       |                                                         |
| 5                                                       | 19 мая 2010                                             | Чэнду, КНР                                              | Вьетнам                                                 | 2:0                                                     | —                                                       | —                                                       | Кубок Азии                                              |
| 6                                                       | 21 мая 2010                                             | Чэнду, КНР                                              | Республика Корея                                        | 3:1                                                     | 64′                                                     | —                                                       | Кубок Азии                                              |
| 7                                                       | 23 мая 2010                                             | Чэнду, КНР                                              | Китай                                                   | 0:1                                                     | —                                                       | —                                                       | Кубок Азии                                              |
| 8                                                       | 27 мая 2010                                             | Чэнду, КНР                                              | Япония                                                  | 1:0                                                     | —                                                       | —                                                       | Кубок Азии                                              |
| 9                                                       | 30 мая 2010                                             | Чэнду, КНР                                              | КНДР                                                    | 1:1 (п. 5:4)                                            | 19′                                                     | —                                                       | Кубок Азии                                              |
| 10                                                      | 17 октября 2010                                         | Сувон, Республика Корея                                 | Мексика                                                 | 3:1                                                     | —                                                       | —                                                       | Международный женский турнир                            |
| 11                                                      | 28 октября 2010                                         | Вольфсбург, Германия                                    | Германия                                                | 1:2                                                     | 28′                                                     | —                                                       |                                                         |
| 2011                                                    |                                                         |                                                         |                                                         |                                                         |                                                         |                                                         |                                                         |
| 12                                                      | 12 мая 2011                                             | Госфорд, Австралия                                      | Новая Зеландия                                          | 3:0                                                     | —                                                       | —                                                       |                                                         |
| 13                                                      | 15 мая 2011                                             | Госфорд, Австралия                                      | Новая Зеландия                                          | 2:1                                                     | —                                                       | —                                                       |                                                         |
| 14                                                      | 20 июня 2011                                            | Гёттинген, Германия                                     | Мексика                                                 | 3:2                                                     | —                                                       | —                                                       |                                                         |
| 15                                                      | 23 июня 2011                                            | Вольфсбург, Германия                                    | Англия                                                  | 2:0                                                     | —                                                       | —                                                       |                                                         |
| 16                                                      | 29 июня 2011                                            | Мёнхенгладбах, Германия                                 | Бразилия                                                | 0:1                                                     | —                                                       | —                                                       | Чемпионат мира                                          |
| 17                                                      | 3 июля 2011                                             | Бохум, Германия                                         | Экваториальная Гвинея                                   | 3:2                                                     | —                                                       | —                                                       | Чемпионат мира                                          |
| 18                                                      | 6 июля 2011                                             | Леверкузен, Германия                                    | Норвегия                                                | 2:1                                                     | —                                                       | —                                                       | Чемпионат мира                                          |
| 2012                                                    |                                                         |                                                         |                                                         |                                                         |                                                         |                                                         |                                                         |
| 19                                                      | 16 сентября 2012                                        | Карсон, Калифорния, США                                 | США                                                     | 1:2                                                     | —                                                       | —                                                       |                                                         |
| 20                                                      | 20 ноября 2012                                          | Шэньчжэнь, КНР                                          | Тайвань                                                 | 7:0                                                     | —                                                       | —                                                       | Квалификационный турнир Кубка Восточной Азии            |
| 21                                                      | 22 ноября 2012                                          | Шэньчжэнь, КНР                                          | Гонконг                                                 | 4:0                                                     | —                                                       | 83'                                                     | Квалификационный турнир Кубка Восточной Азии            |
| 22                                                      | 24 ноября 2012                                          | Шэньчжэнь, КНР                                          | Китай                                                   | 1:2                                                     | —                                                       | —                                                       | Квалификационный турнир Кубка Восточной Азии            |
| 2013                                                    |                                                         |                                                         |                                                         |                                                         |                                                         |                                                         |                                                         |
| 23                                                      | 13 июня 2013                                            | Канберра, Австралия                                     | Новая Зеландия                                          | 1:0                                                     | —                                                       | —                                                       |                                                         |
| 24                                                      | 16 июня 2013                                            | Канберра, Австралия                                     | Новая Зеландия                                          | 1:1 (п. 4:2)                                            | Забит                                                   | —                                                       |                                                         |
| 25                                                      | 29 июня 2013                                            | Велзен, Нидерланды                                      | Нидерланды                                              | 1:3                                                     | —                                                       | —                                                       |                                                         |
| 26                                                      | 20 октября 2013                                         | Сан-Антонио, США                                        | США                                                     | 0:4                                                     | —                                                       | —                                                       |                                                         |
| 27                                                      | 24 ноября 2013                                          | Вуллонгонг, Австралия                                   | Китай                                                   | 2:0                                                     | —                                                       | —                                                       |                                                         |
| 2014                                                    |                                                         |                                                         |                                                         |                                                         |                                                         |                                                         |                                                         |
| 28                                                      | 5 марта 2014                                            | Ларнака, Республика Кипр                                | Нидерланды                                              | 2:2                                                     | —                                                       | —                                                       | Кубок Кипра                                             |
| 29                                                      | 7 марта 2014                                            | Никосия, Республика Кипр                                | Франция                                                 | 2:3                                                     | 52′                                                     | —                                                       | Кубок Кипра                                             |
| 30                                                      | 12 марта 2014                                           | Паралимни, Республика Кипр                              | Италия                                                  | 5:2                                                     | 17′                                                     | —                                                       | Кубок Кипра                                             |
| 31                                                      | 14 мая 2014                                             | Хошимин, Вьетнам                                        | Япония                                                  | 2:2                                                     | —                                                       | —                                                       | Кубок Азии                                              |
| 32                                                      | 16 мая 2014                                             | Хошимин, Вьетнам                                        | Иордания                                                | 3:1                                                     | —                                                       | —                                                       | Кубок Азии                                              |
| 33                                                      | 18 мая 2014                                             | Хошимин, Вьетнам                                        | Вьетнам                                                 | 2:0                                                     | —                                                       | —                                                       | Кубок Азии                                              |
| 34                                                      | 22 мая 2014                                             | Хошимин, Вьетнам                                        | Республика Корея                                        | 2:1                                                     | —                                                       | —                                                       | Кубок Азии                                              |
| 35                                                      | 25 мая 2014                                             | Хошимин, Вьетнам                                        | Япония                                                  | 0:1                                                     | —                                                       | —                                                       | Кубок Азии                                              |
| 2015                                                    |                                                         |                                                         |                                                         |                                                         |                                                         |                                                         |                                                         |
| 36                                                      | 9 апреля 2015                                           | Фолкерк, Великобритания                                 | Шотландия                                               | 1:1                                                     | —                                                       | —                                                       |                                                         |
| 37                                                      | 21 мая 2015                                             | Сидней, Австралия                                       | Вьетнам                                                 | 11:0                                                    | 18′, 48′                                                | —                                                       |                                                         |
| 38                                                      | 9 июня 2015                                             | Виннипег, Канада                                        | США                                                     | 1:3                                                     | —                                                       | —                                                       | Чемпионат мира                                          |
| 39                                                      | 12 июня 2015                                            | Виннипег, Канада                                        | Нигерия                                                 | 2:0                                                     | —                                                       | —                                                       | Чемпионат мира                                          |
| 40                                                      | 17 июня 2015                                            | Эдмонтон, Канада                                        | Швеция                                                  | 1:1                                                     | —                                                       | —                                                       | Чемпионат мира                                          |
| 41                                                      | 21 июня 2015                                            | Монктон, Канада                                         | Бразилия                                                | 1:0                                                     | —                                                       | —                                                       | Чемпионат мира                                          |
| 42                                                      | 27 июня 2015                                            | Эдмонтон, Канада                                        | Япония                                                  | 0:1                                                     | —                                                       | —                                                       | Чемпионат мира                                          |
| 43                                                      | 27 октября 2015                                         | Чунцин, КНР                                             | Англия                                                  | 0:1                                                     | —                                                       | —                                                       | Международный женский турнир                            |
| 2016                                                    |                                                         |                                                         |                                                         |                                                         |                                                         |                                                         |                                                         |
| 44                                                      | 3 августа 2016                                          | Сан-Паулу, Бразилия                                     | Канада                                                  | 0:2                                                     | —                                                       | —                                                       | Олимпийские игры                                        |
| 45                                                      | 6 августа 2016                                          | Сан-Паулу, Бразилия                                     | Германия                                                | 2:2                                                     | 6′                                                      | —                                                       | Олимпийские игры                                        |
| 46                                                      | 13 августа 2016                                         | Белу-Оризонти, Бразилия                                 | Бразилия                                                | 0:0 (п. 6:7)                                            | —                                                       | —                                                       | Олимпийские игры                                        |
| 2017                                                    |                                                         |                                                         |                                                         |                                                         |                                                         |                                                         |                                                         |
| 47                                                      | 1 марта 2017                                            | Албуфейра, Португалия                                   | Швеция                                                  | 0:1                                                     | —                                                       | —                                                       | Кубок Алгарве                                           |
| 48                                                      | 3 марта 2017                                            | Вила-Реал-ди-Санту-Антониу, Португалия                  | Нидерланды                                              | 3:2                                                     | —                                                       | —                                                       | Кубок Алгарве                                           |
| 49                                                      | 6 марта 2017                                            | Албуфейра, Португалия                                   | Китай                                                   | 2:1                                                     | —                                                       | —                                                       | Кубок Алгарве                                           |
| 50                                                      | 8 марта 2017                                            | Албуфейра, Португалия                                   | Дания                                                   | 1:1 (п. 1:4)                                            | Промах                                                  | —                                                       | Кубок Алгарве                                           |
| 51                                                      | 28 июля 2017                                            | Сиэттл, США                                             | США                                                     | 1:0                                                     | —                                                       | —                                                       | Турнир наций                                            |
| 52                                                      | 30 июля 2017                                            | Сан-Диего, США                                          | Япония                                                  | 4:1                                                     | 11′, 16′, 43′                                           | —                                                       | Турнир наций                                            |
| 53                                                      | 3 августа 2017                                          | Карсон, Калифорния, США                                 | Бразилия                                                | 6:1                                                     | 81′                                                     | —                                                       | Турнир наций                                            |
| 54                                                      | 16 сентября 2017                                        | Пенрит, Австралия                                       | Бразилия                                                | 2:1                                                     | 67′                                                     | 53'                                                     |                                                         |
| 55                                                      | 19 сентября 2017                                        | Ньюкасл, Австралия                                      | Бразилия                                                | 3:2                                                     | 38′, 66′                                                | —                                                       |                                                         |
| 56                                                      | 22 ноября 2017                                          | Мельбурн, Австралия                                     | Китай                                                   | 3:0                                                     | 23′, 64′                                                | —                                                       |                                                         |
| 57                                                      | 26 ноября 2017                                          | Джелонг, Австралия                                      | Китай                                                   | 5:1                                                     | 38′, 58′                                                | —                                                       |                                                         |
| 2018                                                    |                                                         |                                                         |                                                         |                                                         |                                                         |                                                         |                                                         |
| 58                                                      | 28 февраля 2018                                         | Албуфейра, Португалия                                   | Норвегия                                                | 4:3                                                     | 31′                                                     | —                                                       | Кубок Алгарве                                           |
| 59                                                      | 2 марта 2018                                            | Лоле, Португалия                                        | Португалия                                              | 0:0                                                     | —                                                       | —                                                       | Кубок Алгарве                                           |
| 60                                                      | 5 марта 2018                                            | Албуфейра, Португалия                                   | Китай                                                   | 2:0                                                     | 90′                                                     | —                                                       | Кубок Алгарве                                           |
| 61                                                      | 7 марта 2018                                            | Албуфейра, Португалия                                   | Португалия                                              | 1:2                                                     | —                                                       | —                                                       | Кубок Алгарве                                           |
| 62                                                      | 26 марта 2018                                           | Перт, Австралия                                         | Таиланд                                                 | 5:0                                                     | —                                                       | —                                                       |                                                         |
| 63                                                      | 7 апреля 2018                                           | Амман, Иордания                                         | Республика Корея                                        | 0:0                                                     | —                                                       | —                                                       | Кубок Азии                                              |
| 64                                                      | 10 апреля 2018                                          | Амман, Иордания                                         | Вьетнам                                                 | 8:0                                                     | 44′, 51′                                                | —                                                       | Кубок Азии                                              |
| 65                                                      | 13 апреля 2018                                          | Амман, Иордания                                         | Япония                                                  | 1:1                                                     | 86′                                                     | —                                                       | Кубок Азии                                              |
| 66                                                      | 17 апреля 2018                                          | Амман, Иордания                                         | Таиланд                                                 | 2:2 (п. 3:1)                                            | Забит                                                   | —                                                       | Кубок Азии                                              |
| 67                                                      | 20 апреля 2018                                          | Амман, Иордания                                         | Япония                                                  | 0:1                                                     | —                                                       | —                                                       | Кубок Азии                                              |
| 68                                                      | 26 июля 2018                                            | Канзас-Сити, Миссури, США                               | Бразилия                                                | 3:1                                                     | 50′                                                     | —                                                       | Турнир наций                                            |
| 69                                                      | 30 июля 2018                                            | Ист-Хартфорд, США                                       | США                                                     | 1:1                                                     | —                                                       | —                                                       | Турнир наций                                            |
| 70                                                      | 2 августа 2018                                          | Бриджвью, Иллинойс, США                                 | Япония                                                  | 2:0                                                     | 81′                                                     | —                                                       | Турнир наций                                            |
| 71                                                      | 9 ноября 2018                                           | Пенрит, Австралия                                       | Чили                                                    | 2:3                                                     | —                                                       | —                                                       |                                                         |
| 72                                                      | 13 ноября 2018                                          | Ньюкасл, Австралия                                      | Чили                                                    | 5:0                                                     | 52′                                                     | —                                                       |                                                         |
| 2019                                                    |                                                         |                                                         |                                                         |                                                         |                                                         |                                                         |                                                         |
| 73                                                      | 28 февраля 2019                                         | Сидней, Австралия                                       | Новая Зеландия                                          | 2:0                                                     | —                                                       | —                                                       | Кубок наций                                             |
| 74                                                      | 3 марта 2019                                            | Брисбен, Австралия                                      | Республика Корея                                        | 4:1                                                     | 6′, 45′                                                 | —                                                       | Кубок наций                                             |
| 75                                                      | 6 марта 2019                                            | Мельбурн, Австралия                                     | Аргентина                                               | 3:0                                                     | 4′                                                      | —                                                       | Кубок наций                                             |
| 76                                                      | 5 апреля 2019                                           | Коммерс-Сити, США                                       | США                                                     | 3:5                                                     | 81′                                                     | —                                                       |                                                         |
| 77                                                      | 1 июня 2019                                             | Эйндховен, Нидерланды                                   | Нидерланды                                              | 0:3                                                     | —                                                       | —                                                       |                                                         |
| 78                                                      | 9 июня 2019                                             | Валансьен, Франция                                      | Италия                                                  | 1:2                                                     | 22′                                                     | —                                                       | Чемпионат мира                                          |
| 79                                                      | 13 июня 2019                                            | Монпелье, Франция                                       | Бразилия                                                | 3:2                                                     | —                                                       | —                                                       | Чемпионат мира                                          |
| 80                                                      | 18 июня 2019                                            | Гренобль, Франция                                       | Ямайка                                                  | 4:1                                                     | 11′, 42′, 69′, 83′                                      | —                                                       | Чемпионат мира                                          |
| 81                                                      | 22 июня 2019                                            | Ницца, Франция                                          | Норвегия                                                | 1:1 (п. 1:4)                                            | Промах                                                  | —                                                       | Чемпионат мира                                          |
| 82                                                      | 9 ноября 2019                                           | Парраматта, Австралия                                   | Чили                                                    | 2:1                                                     | 3′, 72′                                                 | —                                                       |                                                         |
| 83                                                      | 12 ноября 2019                                          | Аделаида, Австралия                                     | Чили                                                    | 1:0                                                     | —                                                       | —                                                       |                                                         |
| 2020                                                    |                                                         |                                                         |                                                         |                                                         |                                                         |                                                         |                                                         |
| 84                                                      | 7 февраля 2020                                          | Кэмпбеллтаун, Австралия                                 | Тайвань                                                 | 7:0                                                     | 64′                                                     | —                                                       | Олимпийский квалификационный турнир АФК                 |
| 85                                                      | 10 февраля 2020                                         | Кэмпбеллтаун, Австралия                                 | Таиланд                                                 | 6:0                                                     | —                                                       | —                                                       | Олимпийский квалификационный турнир АФК                 |
| 86                                                      | 13 февраля 2020                                         | Парраматта, Австралия                                   | Китай                                                   | 1:1                                                     | —                                                       | —                                                       | Олимпийский квалификационный турнир АФК                 |
| 87                                                      | 6 марта 2020                                            | Ньюкасл, Австралия                                      | Вьетнам                                                 | 5:0                                                     | 10′, 80′ (пен.)                                         | —                                                       | Олимпийский квалификационный турнир АФК                 |
| 88                                                      | 11 марта 2020                                           | Камфа, Вьетнам                                          | Вьетнам                                                 | 2:1                                                     | 15′                                                     | —                                                       | Олимпийский квалификационный турнир АФК                 |
| 2021                                                    |                                                         |                                                         |                                                         |                                                         |                                                         |                                                         |                                                         |
| 89                                                      | 10 апреля 2021                                          | Висбаден, Германия                                      | Германия                                                | 2:5                                                     | —                                                       | —                                                       |                                                         |
| 90                                                      | 13 апреля 2021                                          | Неймеген, Нидерланды                                    | Нидерланды                                              | 0:5                                                     | —                                                       | —                                                       |                                                         |
| 91                                                      | 10 июня 2021                                            | Хорсенс, Дания                                          | Дания                                                   | 2:3                                                     | —                                                       | —                                                       |                                                         |
| 92                                                      | 15 июня 2021                                            | Кальмар, Швеция                                         | Швеция                                                  | 0:0                                                     | —                                                       | —                                                       |                                                         |
| 93                                                      | 14 июля 2021                                            | Камеока, Япония                                         | Япония                                                  | 0:1                                                     | —                                                       | —                                                       |                                                         |
| 94                                                      | 21 июля 2021                                            | Тёфу, Япония                                            | Новая Зеландия                                          | 2:1                                                     | 33′                                                     | —                                                       | Олимпийские игры                                        |
| 95                                                      | 24 июля 2021                                            | Сайтама, Япония                                         | Швеция                                                  | 2:4                                                     | 36′, 48′                                                | —                                                       | Олимпийские игры                                        |
| 96                                                      | 27 июля 2021                                            | Ибараки, Япония                                         | США                                                     | 0:0                                                     | —                                                       | —                                                       | Олимпийские игры                                        |
| 97                                                      | 30 июля 2021                                            | Ибараки, Япония                                         | Великобритания                                          | 4:3                                                     | 89′, 106′                                               | 26'                                                     | Олимпийские игры                                        |
| 98                                                      | 2 августа 2021                                          | Иокогама, Япония                                        | Швеция                                                  | 0:1                                                     | —                                                       | —                                                       | Олимпийские игры                                        |
| 99                                                      | 5 августа 2021                                          | Ибараки, Япония                                         | США                                                     | 3:4                                                     | 17′                                                     | —                                                       | Олимпийские игры                                        |
| 100                                                     | 21 сентября 2021                                        | Дублин, Ирландия                                        | Ирландия                                                | 2:3                                                     | 33′                                                     | 75'                                                     |                                                         |
| 101                                                     | 23 октября 2021                                         | Парраматта, Австралия                                   | Бразилия                                                | 3:1                                                     | —                                                       | —                                                       |                                                         |
| 102                                                     | 26 октября 2021                                         | Парраматта, Австралия                                   | Бразилия                                                | 2:2                                                     | 53′                                                     | —                                                       |                                                         |
| 103                                                     | 27 ноября 2021                                          | Сидней, Австралия                                       | США                                                     | 0:3                                                     | —                                                       | —                                                       |                                                         |
| 104                                                     | 30 ноября 2021                                          | Ньюкасл, Австралия                                      | США                                                     | 1:1                                                     | —                                                       | —                                                       |                                                         |
| 2022                                                    |                                                         |                                                         |                                                         |                                                         |                                                         |                                                         |                                                         |
| 105                                                     | 21 января 2022                                          | Мумбаи, Индия                                           | Индонезия                                               | 18:0                                                    | 9′, 11′, 26′ (пен.), 36′, 54′                           | —                                                       | Кубок Азии                                              |
| 106                                                     | 24 января 2022                                          | Мумбаи, Индия                                           | Филиппины                                               | 4:0                                                     | 51′                                                     | —                                                       | Кубок Азии                                              |
| 107                                                     | 27 января 2022                                          | Мумбаи, Индия                                           | Таиланд                                                 | 2:1                                                     | 80′                                                     | —                                                       | Кубок Азии                                              |
| 108                                                     | 30 января 2022                                          | Пуна, Индия                                             | Республика Корея                                        | 0:1                                                     | —                                                       | —                                                       | Кубок Азии                                              |
| 109                                                     | 8 апреля 2022                                           | Таунсвилл, Австралия                                    | Новая Зеландия                                          | 2:1                                                     | 90′                                                     | —                                                       |                                                         |
| 110                                                     | 12 апреля 2022                                          | Канберра, Австралия                                     | Новая Зеландия                                          | 3:1                                                     | 15′, 32′                                                | —                                                       |                                                         |
| 111                                                     | 3 сентября 2022                                         | Брисбен, Австралия                                      | Канада                                                  | 0:1                                                     | —                                                       | —                                                       |                                                         |
| 112                                                     | 6 сентября 2022                                         | Сидней, Австралия                                       | Канада                                                  | 1:2                                                     | —                                                       | —                                                       |                                                         |
| 113                                                     | 8 октября 2022                                          | Кингстон-апон-Темс, Великобритания                      | ЮАР                                                     | 4:1                                                     | —                                                       | —                                                       |                                                         |
| 114                                                     | 11 октября 2022                                         | Виборг, Дания                                           | Дания                                                   | 3:1                                                     | —                                                       | —                                                       |                                                         |
| 115                                                     | 12 ноября 2022                                          | Мельбурн, Австралия                                     | Швеция                                                  | 4:0                                                     | 37′                                                     | —                                                       |                                                         |
| 116                                                     | 15 ноября 2022                                          | Госфорд, Австралия                                      | Таиланд                                                 | 2:0                                                     | 40′                                                     | —                                                       |                                                         |
| 2023                                                    |                                                         |                                                         |                                                         |                                                         |                                                         |                                                         |                                                         |
| 117                                                     | 16 февраля 2023                                         | Госфорд, Австралия                                      | Чехия                                                   | 4:0                                                     | 70′                                                     | —                                                       | Кубок наций                                             |
| 118                                                     | 19 февраля 2023                                         | Парраматта, Австралия                                   | Испания                                                 | 3:2                                                     | —                                                       | —                                                       | Кубок наций                                             |
| 119                                                     | 22 февраля 2023                                         | Ньюкасл, Австралия                                      | Ямайка                                                  | 3:0                                                     | —                                                       | —                                                       | Кубок наций                                             |
| 120                                                     | 11 апреля 2023                                          | Брентфорд, Великобритания                               | Англия                                                  | 2:0                                                     | 32′                                                     | —                                                       |                                                         |
| 121                                                     | 14 июля 2023                                            | Мельбурн, Австралия                                     | Франция                                                 | 1:0                                                     | —                                                       | —                                                       |                                                         |
| 122                                                     | 7 августа 2023                                          | Сидней, Австралия                                       | Дания                                                   | 2:0                                                     | —                                                       | —                                                       | Чемпионат мира                                          |
| 123                                                     | 12 августа 2023                                         | Брисбен, Австралия                                      | Франция                                                 | 0:0 (п. 7:6)                                            | Забит                                                   | —                                                       | Чемпионат мира                                          |
| 124                                                     | 16 августа 2023                                         | Сидней, Австралия                                       | Англия                                                  | 1:3                                                     | 63′                                                     | —                                                       | Чемпионат мира                                          |
| 125                                                     | 19 августа 2023                                         | Брисбен, Австралия                                      | Швеция                                                  | 0:2                                                     | —                                                       | —                                                       | Чемпионат мира                                          |